# Lukáš Provod
Lukáš Provod, né le 23 octobre 1996 à Plzeň en Tchéquie, est un footballeur international tchèque qui évolue au poste d'ailier gauche au Slavia Prague.

## Biographie

### Carrière en club

#### Débuts professionnels
Né à Plzeň en Tchéquie, Lukáš Provod est formé par le club de sa ville natale, le Viktoria Plzeň. Toutefois, c'est au Baník Sokolov, où il est prêté de 2016 à 2018 qu'il commence sa carrière professionnelle. 
Il joue son premier match le 30 juillet 2016, lors d'une rencontre de coupe de Tchéquie face au FC Viktoria Mariánské Lázně. Il est titularisé et se fait remarquer en inscrivant également son premier but, participant ainsi à la victoire de son équipe par six buts à un.
En 2019 il est prêté au Dynamo České Budějovice.

#### Slavia Prague
Le 3 septembre 2019, est annoncé le transfert de Lukáš Provod au SK Slavia Prague, sous forme de prêt avec obligation d'achat dès la nouvelle année. 
Il joue son premier match sous ses nouvelles couleurs le 14 septembre 2019, lors d'une rencontre de championnat face au FC Slovácko. Il entre en jeu à la place de Peter Olayinka et participe à la victoire de son équipe en inscrivant également son premier but (3-0 score final).
Le 10 avril 2022, Provod réalise son premier doublé pour le Slavia, à l'occasion d'une rencontre de championnat face au FK Pardubice. Titulaire, il ouvre le score en transformant un penalty puis en mettant le deuxième but des siens, qui s'imposent par quatre buts à zéro ce jour-là.
Provod remporte l'édition 2022-2023 de la coupe de Tchéquie, entrant en jeu à la place de Matěj Jurásek lors de la finale qui a lieu le 3 mai 2023 contre le rival de l'AC Sparta Prague. Son équipe l'emporte par deux buts à zéro.

### En sélection
En août 2020, Lukáš Provod est appelé pour la première fois par Jaroslav Šilhavý, le sélectionneur de l'équipe nationale de Tchéquie. Il honore sa première sélection lors de ce rassemblement, face à la Slovaquie, le 4 septembre 2020. Il entre en jeu à la place de Jakub Jankto lors de ce match remporté par les Tchèques (1-3). Pour sa deuxième apparition en sélection il est titularisé, le 7 octobre 2020 face à Chypre en amical. Il délivre une passe décisive pour Tomáš Holeš sur l'ouverture du score et les siens s'imposent (1-2). 
Le 27 mars 2021, lors d'un match comptant pour les éliminatoires de la Coupe du monde de football 2022 face à la Belgique, Provod est titulaire et inscrit son premier but en sélection, en ouvrant le score d'une frappe de l'extérieur de la surface. Les Tchèques sont finalement rejoints après une réalisation de Romelu Lukaku (1-1 score final).
Victime d'une rupture du ligament croisé avec son club en mai 2021, Provod déclare forfait pour l'Euro 2020,.
Il est retenu dans la liste des 26 joueurs tchèques du sélectionneur Ivan Hašek pour participer à l'Euro 2024. Le 18 juin 2024, lors du premier match de poules face au Portugal il inscrit le premier but de la rencontre mais ne peut empêcher la défaite finale de son équipe 2-1. Titulaire sur l'ensemble des matchs (Portugal, Turquie et Géorgie), il sera éliminé avec son équipe dès le premier tour. 

## Palmarès
Dynamo České Budějovice
- Championnat de Tchéquie de deuxième division (1) :
  - Champion : 2018-2019

 Slavia Prague
- Championnat de Tchéquie (2) :
  - Champion : 2019-2020 et 2020-2021
- Coupe de Tchéquie (1) :
  - Vainqueur : 2022-2023